# Casa de Bernadotte

Stema Casei Bernadotte

Casa de Bernadotte este actuala Casă Regală a Suediei din anul 1818. În perioada 1818-1905 a fost și Casa regală a Norvegiei.

Arborele genealogic al dinastiei Bernadotte

A fost fondată de mareșalul francez Jean-Baptiste Bernadotte, duce de Pontecorvo, apoi Prinț și rege sub numele de: Carol al XIV-lea al Suediei.

## Regi ai Suediei și ai Norvegiei

### Carol al XIV-lea Ioan al Suediei (și a Norvegiei)

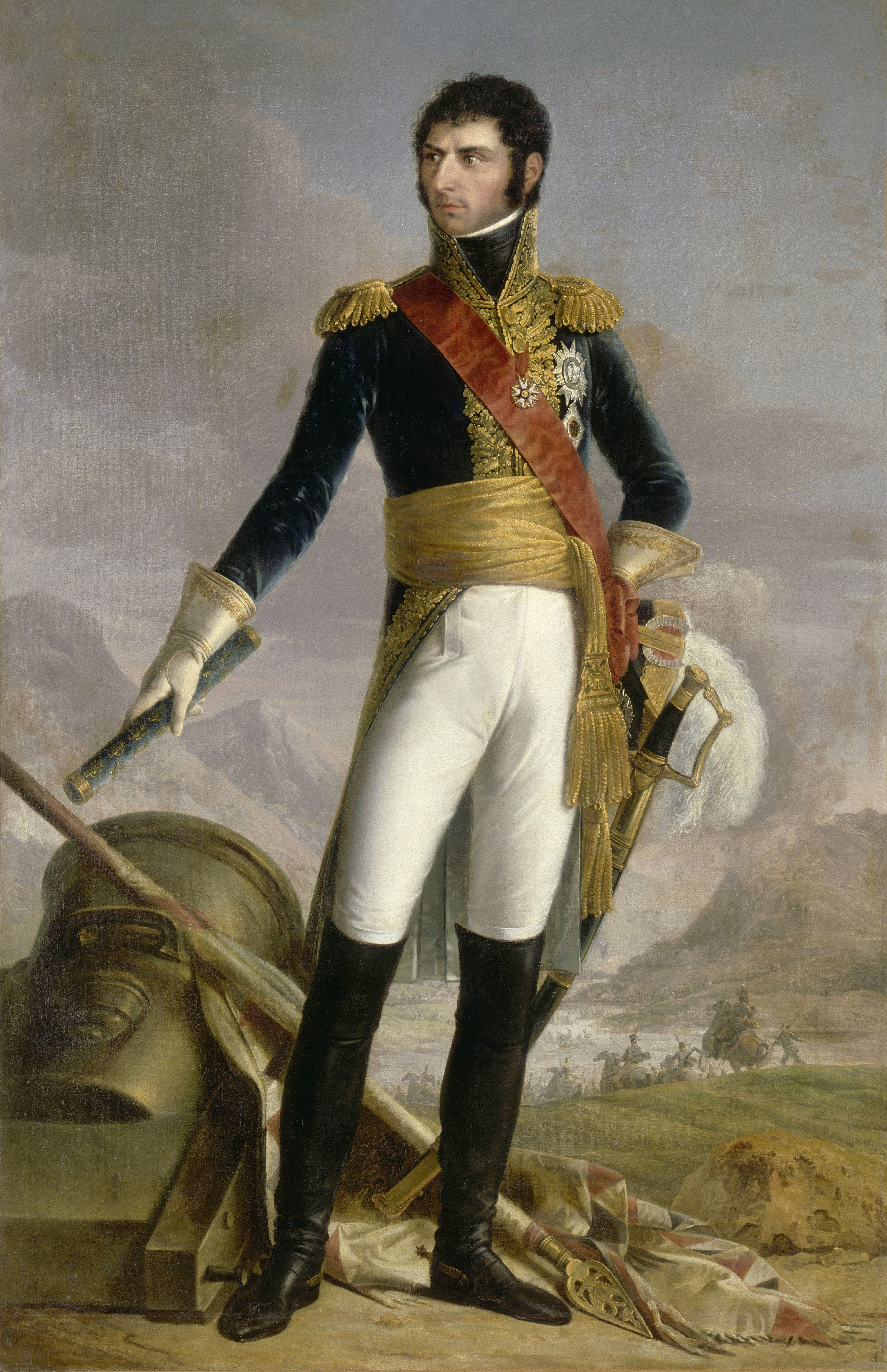
Carol al XIV-lea Ioan (1763-1844)

În urma acestor fapte, este demis chiar în timpul bătăliei; cu toate acestea, primește comanda armatei din Țările de Jos, având misiunea simplă de a preveni debarcarea britanicilor. În 1810, în urma morții fără succesor a regelui Suediei, Bernadotte este ales rege al Suediei, de către Statele Generale de la Oerebo, cu acordul lui Napoleon. Cu toate acestea, proaspătul suveran suedez nu intervine împotriva Rusiei în 1812 iar din 1813 alege să lupte împotriva țării sale de origine, în campania din Saxa. Câștigă două victorii, împotriva lui Oudinot la Gross Beeren și împotriva lui Ney la Dennewitz. Are apoi o contribuție semnificativă la înfrângerea lui Napoleon la Leipzig dar apoi refuză să intre cu armata sa în Franța. Deși se pare că ar fi dorit acest lucru, nu reușește să îi succeadă lui Napoleon pe tronul Franței, dar anexează Norvegia, în urma unui război cu Danemarca.

### Oscar I al Suediei (și a Norvegiei)

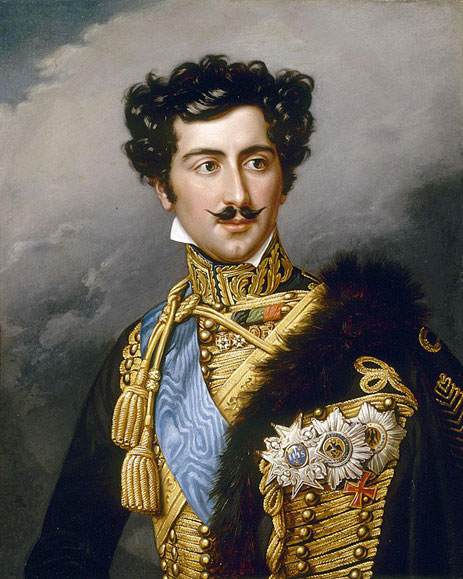
Oscar I (1799-1859)

În 1824 și 1833, Prințul Moștenitor a fost pentru scurt timp Vicerege al Norvegiei. În 1838 regele a început să-l suspecteze pe moștenitorul său de complot cu Partidul Liberal de a aduce o schimbare de minister sau chiar propria sa abdicare. Dacă Oscar nu a sprijinit în mod activ opoziția cu această ocazie, faptul că el dezaproba comportamentul despotic al tatălui său era cunoscut deși el a evitat o ruptură reală.
Cu toate acestea, liberalismul lui era moderat iar opoziția, la scurtă vreme după urcarea lui pe tron la 8 martie 1844, a descoperit cu întristare acest lucru. Nu voia să audă de reforme radicale ale Constituției din 1809 însă una dintre primele lui măsuri a fost stabilitea libertății presei. De asemenea, el a trecut prima lege privitoare la egalitatea între bărbați și femei în Suedia când în 1845 a declarat că frații și surorile ar trebui să aibă drepturi egale la moștenire dacă nu există testament.
Oficial a stabilit egalitate între cele două regate ale sale prin introducerea unor noi steaguri care aveau în comun banda Uniunii Norvegiei și Suediei și prin introducerea stemelor noi. Multe din legile date în timpul domniei lui Oscar I au vizat îmbunătățirea poziției economice a Suediei. În 1857 Consiliul de Stat a declarat că Oscar a promovat prosperitatea materială a regatului mai mult decât predecesorii săi.
În afacerile externe, Oscar I a fost prieten al principiului naționalismului. În 1848 a susținut Danemarca împotriva Prusiei în primul război de la Schleswig; a plasat trupe suedeze și norvegiene în cantonament la Funen și în nordul Schleswigului și a mediat Armistițiul de la Malmö (26 august 1848). De asemenea, a fost unul dintre garanții integrității Danemarcei (Protocolul de la Londra, 8 mai 1852).

### Carol al XV-lea al Suediei (și a Norvegiei)

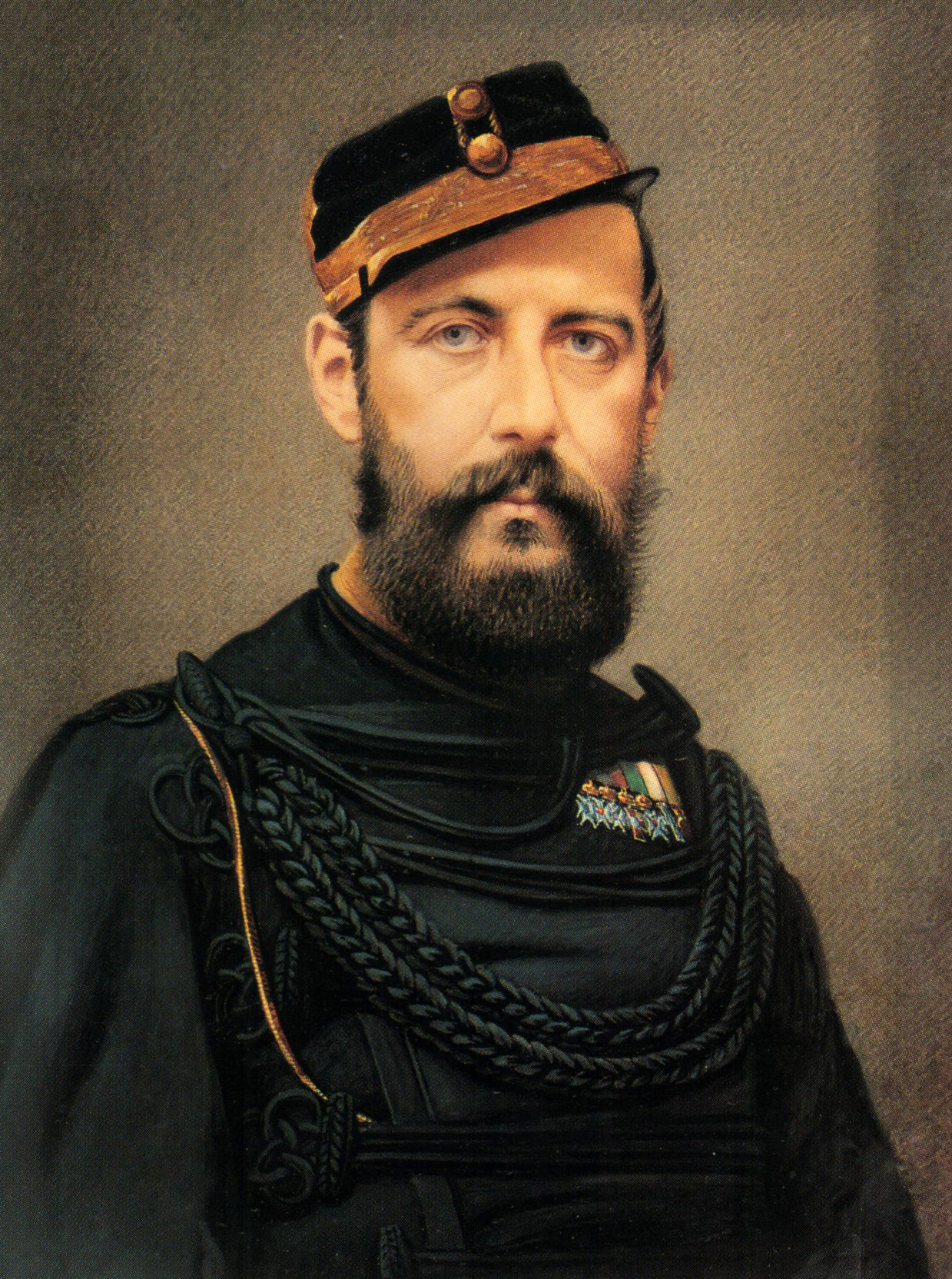
Carol al XV-lea (1826-1872)

Ca Prinț moștenitor, Carol cu toate că avea un mod brusc de a conduce, s-a dovedit a fi unul dintre cei mai populari regi scandinavi. Domnia sa a fost remarcabilă prin mulțimea și anvergura reformelor. El a declarat libertatea femeilor acordând dreptul legal de maturitate pentru femeile necăsătorite în 1858. Sora sa, Prințesa Eugenie a Suediei a devenit prima femeie care a fost declarată matură.

### Oscar al II-lea al Suediei (si a Norvegiei)

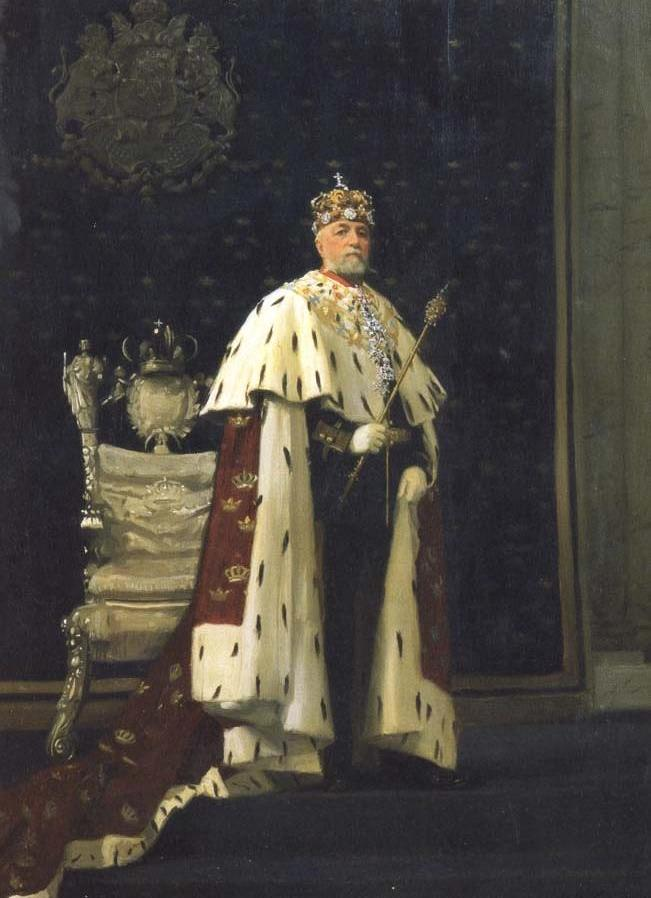
Oscar al II-lea (1829-1907)

I-a succedat fratelui său la 18 septembrie 1872 și a fost încoronat rege al Norvegiei la Catedrala Nidaros din Trondheim la 18 iulie 1873. Deviza sa a fost Brödrafolkens väl / Broderfolkenes Vel ("Bunăstarea popoarelor înfrățite"). Deoarece regele și curtea regală stăteau mai mult în Suedia, Oscar făcea eforturi să învețe să vorbească fluent norvegiana și încă de la început a realizat dificultățile în menținerea uniunii celor două țări. A fost detronat la 7 iunie 1905 de Parlamentul norvegian și a renunțat la tronul Norvegiei la 26 octombrie. A refuzat să permită vreunui prinț al Casei regale să devină rege al Norvegiei; relațiile dintre cele două țări s-au îmbunătățit după decesul său care a avut loc la Stockholm la 8 decembrie 1907.

### Gustaf al V-lea al Suediei

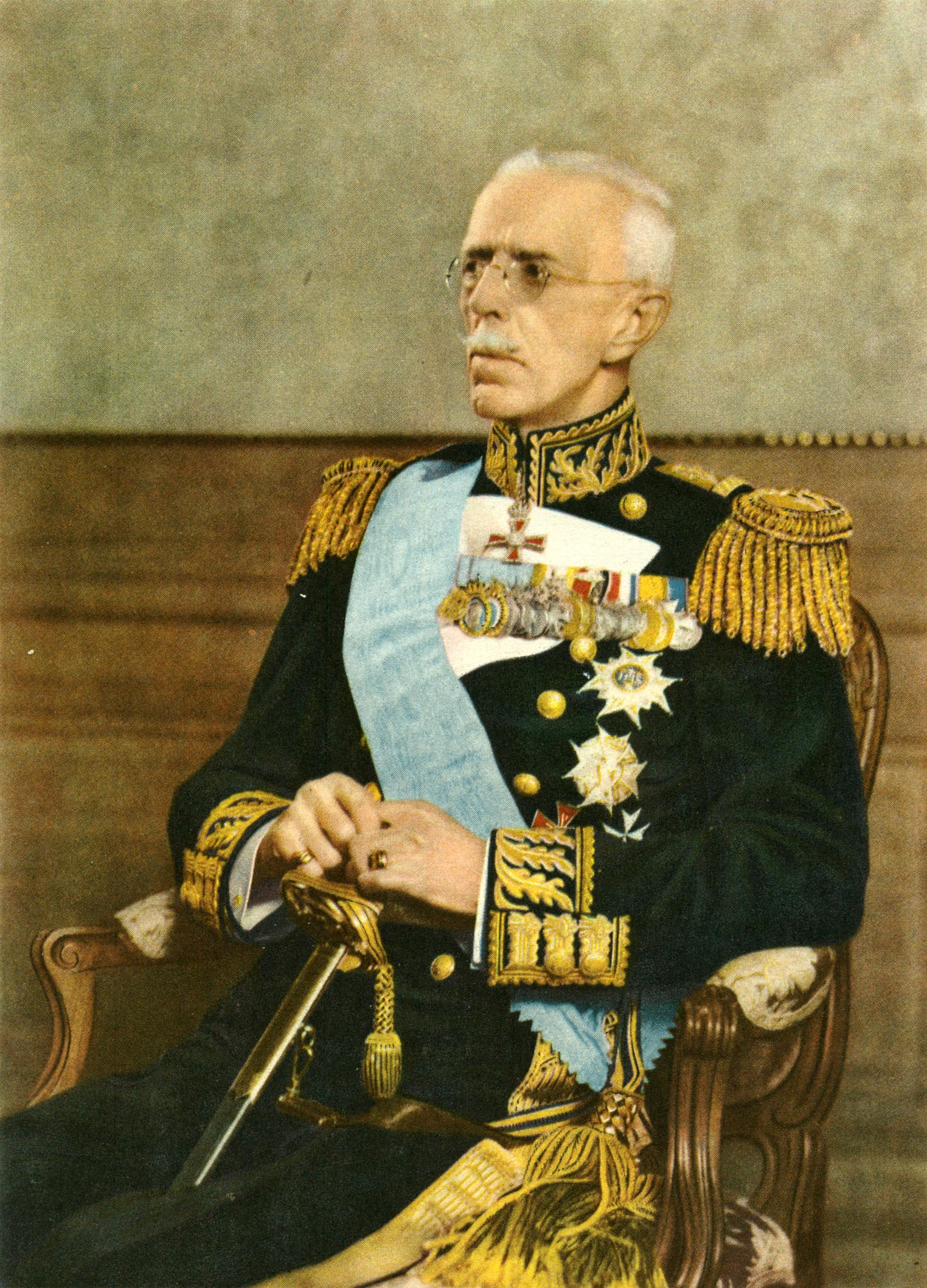
Gustaf al V-lea (1858-1950)

Gustav al V-lea a fost ultimul rege al Suediei care a intervenit direct în politica țării. Era un om conservator care nu a aprobat curentul democratic și drepturile muncitorilor. Gustav al V-lea a fost de asemenea ultimul rege suedez care a fost Comandantul Suprem al Forțelor Armate Suedeze (între 1907 și 1939). S-a considerat că avea simpatii germane în timpul Primului Război Mondial.
Gustav al V-lea era un pasionat jucător de tenis de câmp, participând la meciuri sub pseudonimul de Mr G. Ca jucător și promotor al acestui sport, a fost ales în 1980 în „International Tennis Hall of Fame”. Regele a învățat tenis în timpul unei vizite în Anglia în 1876 iar la întoarcerea în țară a fondat primul club de tenis din Suedia. În timpul domniei sale, Gustav a fost văzut deseori jucând tenis pe Riviera.

### Gustaf al VI-lea Adolf al Suediei

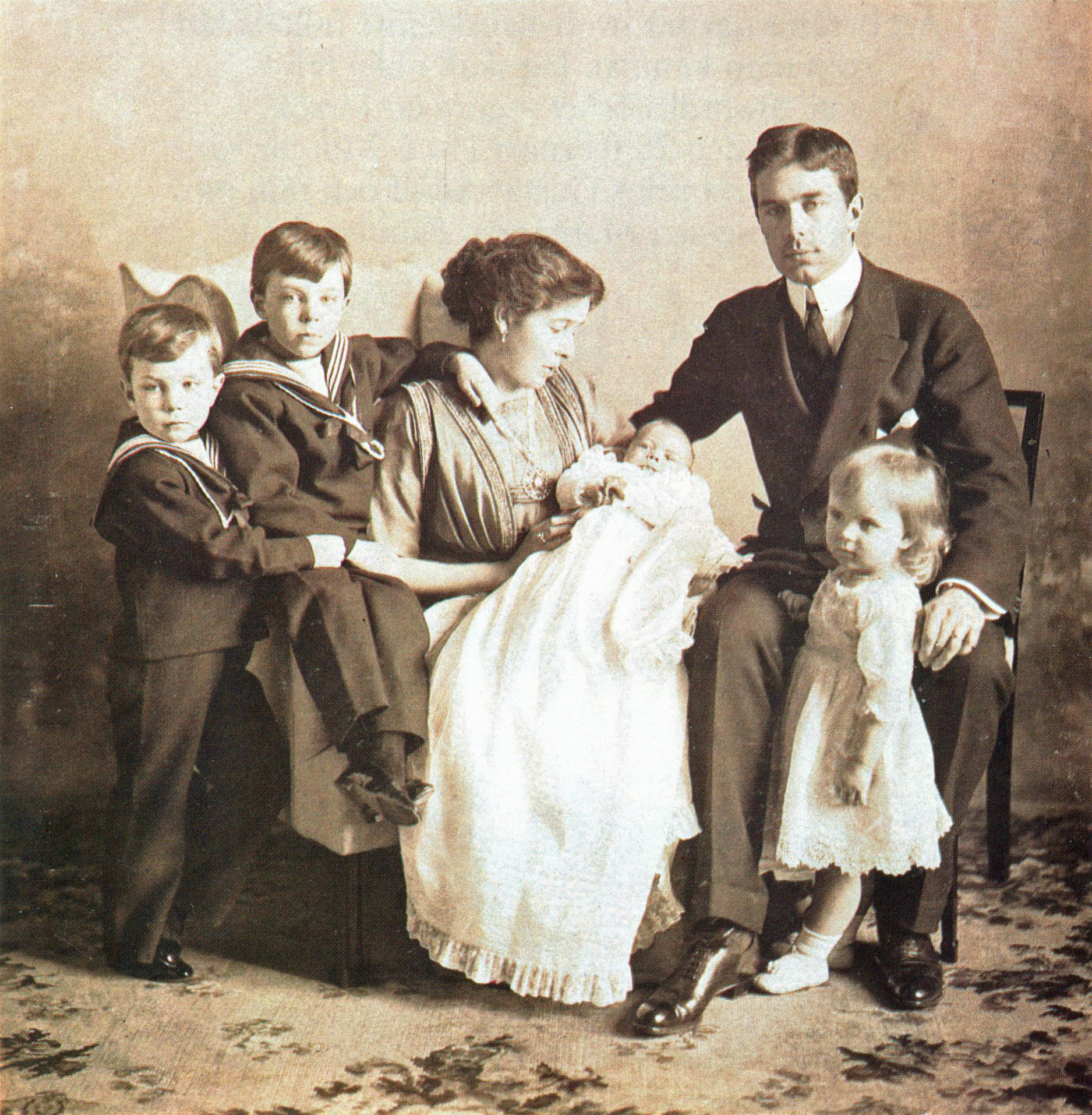
Gustaf Adolf cu prima sa soție Margaret de Connaught și copiii lor

În 1950, Prințul Moștenitor Gustaf Adolf a devenit rege la vârsta de 67 de ani, după decesul tatălui său regele Gustaf al V-lea. La momentul acela a fost cel mai în vârstă Prinț Moștenitor.
În timpul domniei lui Gustaf al VI-lea Adolf, s-a lucrat la o nouă constituție suedeză care a intrat în funcțiune în 1975, după moartea regelui, care a înlocut vechea constituție din 1809 și care a introdus reforme în concordanță cu vremurile. Printre reformele solicitate de unii suedezi a fost înlocuirea propoziției din vechea constituție "Regele este singurul care guvernează domeniul."
Calitățile personale ale lui Gustaf al VI-lea Adolf l-au făcut popular printre suedezi iar popularitatea a dus opinia publică în favoarea păstrării monarhiei. Regele a fost interesat de o gamă largă de domenii (arhitectură și botanica fiind totuși primele două) iar acest lucru l-a făcut respectat, la fel ca și natura sa informală și modestă. Monarhia a fost, totuși, subordonată într-un stat democratic. Competențele suplimentare ale monarhului au fost eliminate atunci când reforma constituțională în Suedia a devenit completă în 1975.
Gustaf al VI-lea Adolf a fost un arheolog pasionat și a fost admis de Academia britanică pentru munca sa în botanică în 1958. Gustaf al VI-lea Adolf a participat la expediții arheologice în China, Grecia, Corea și Italia și a fondat institutul suedez de la Roma.

### Carl al XVI-lea Gustaf al Suediei

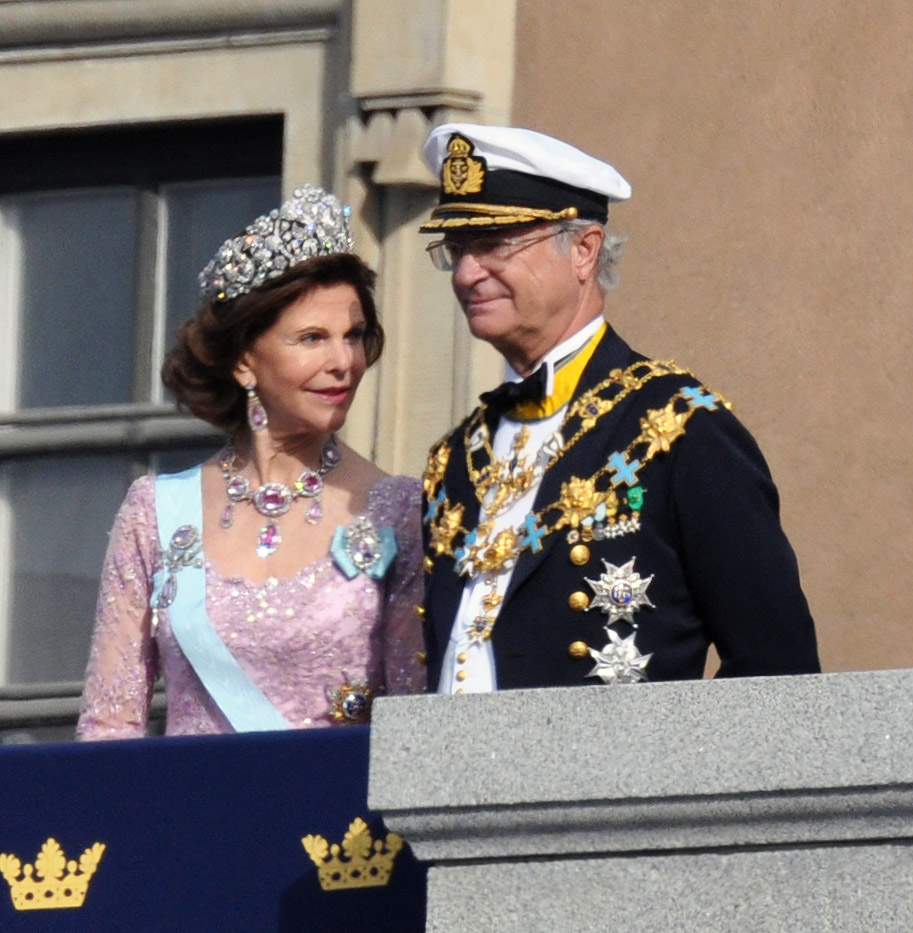
Regele și regina Suediei în ziua căsătoriei fiicei lor Victoria, 2010.

La 15 septembrie 1973, după decesul bunicului său, regele Gustaf al VI-lea, Carl Gustaf a devenit rege al Suediei. A fost investit rege la 19 septembrie 1973 la Palatul Regal din Stockholm. A doua zi după înscăunare a prezidat primul său consiliu de miniștri, asistat de unchiul său, Bertil. În anul 1974 Parlamentul votează o nouă Constituție prin care regele este privat de prerogativele sale, având numai o funcție simbolică.
Cu timpul însa, regele Carl XVI Gustaf dă dovadă de responsabilitate și seriozitate, prezidând ramura suedeză a Fondului mondial al naturii și având o viață de familie simplă și linistită.
Multă vreme au existat zvonuri că regele are dislexie. Jurnaliștii au observat că și-a scris greșit numele când a semnat actul de ascensiune la tron iar în 1973 când a vizitat o mină în Falun, și-a scris greșit numele drept "Cal Gustaf" când a semnat pe un perete de piatră. Într-un interviu acordat televiziunii suedeze în anul 1997 soția sa a abordat această problemă. "Când a fost mic, oamenii n-au acordat atenție acestei probleme. N-a primit ajutorul de care avea nevoie." a spus regina. De asemenea, ea a remarcat faptul că toți copiii cuplului au "un pic" de dislexie.

## Regi ai Suediei
- 1818–1844 : Carol al XIV-lea (Karl XIV Johan)
- 1844–1859 : Oscar I
- 1859–1872 : Carol al XV-lea (Karl XV)
- 1872–1907 : Oscar II
- 1907–1950 : Gustaf V
- 1950–1973 : Gustaf VI Adolf
- 1973–prezent : Carl XVI Gustaf

## Regi ai Norvegiei
- 1818–1844 : Carol al XIV-lea
- 1844–1859 : Oscar I
- 1859–1872 : Carol al XV-lea
- 1872–1905 : Oscar II

## Sursă
- en  Jean-Marc Olivier, „Bernadotte Revisited, or The Complexity of a Long Reign (1810–1844)”, în Nordic Historical Review, numărul 2, octombrie 2006, pp. 127–137.